# Strada statale 211 della Lomellina
La strada statale 211 della Lomellina (SS 211) è una strada statale italiana. Nel suo tracciato costituisce parte dell'importantissimo corridoio europeo Genova-Svizzera via Sempione.

## Percorso

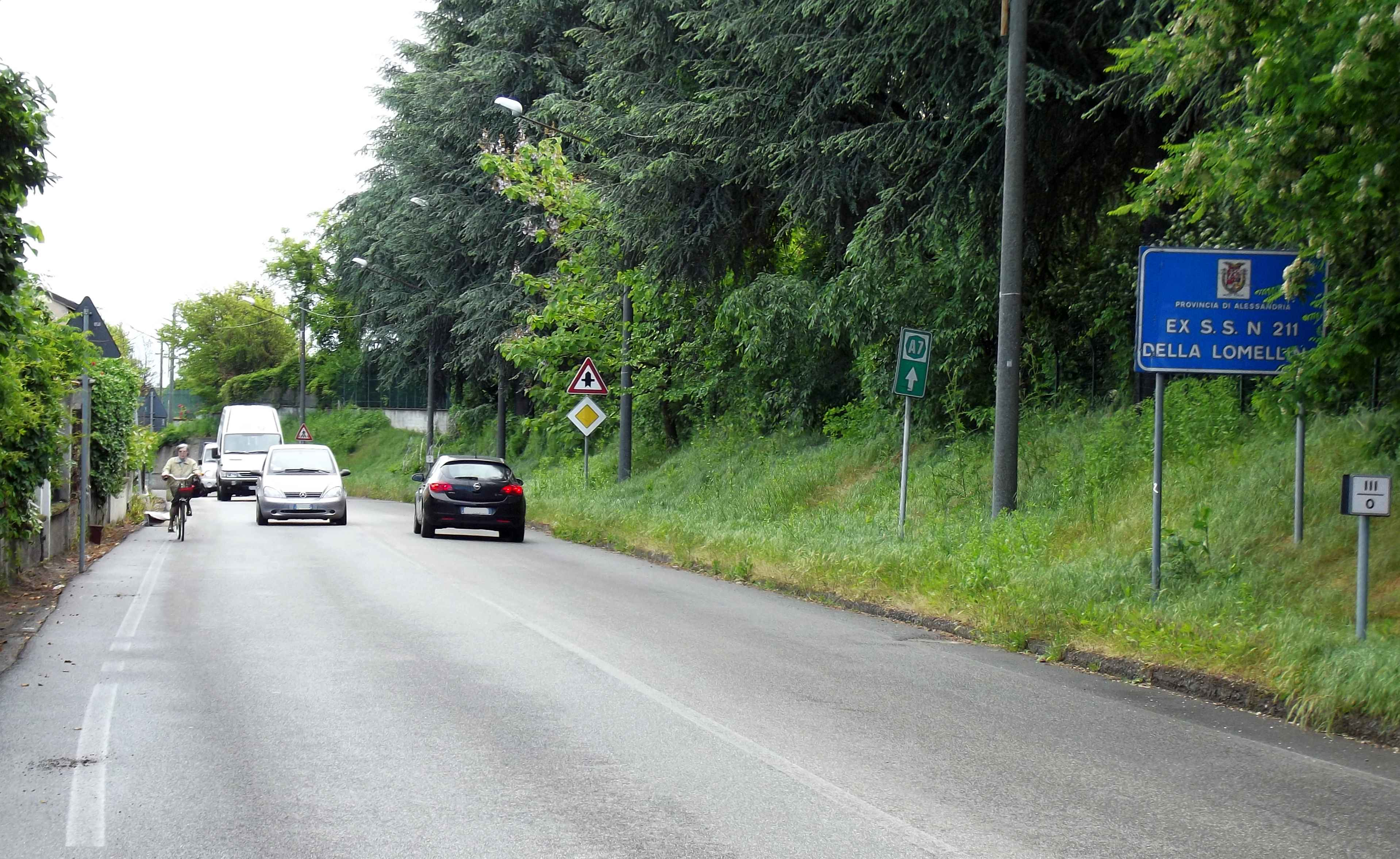
Il tratto iniziale, a Pozzolo Formigaro

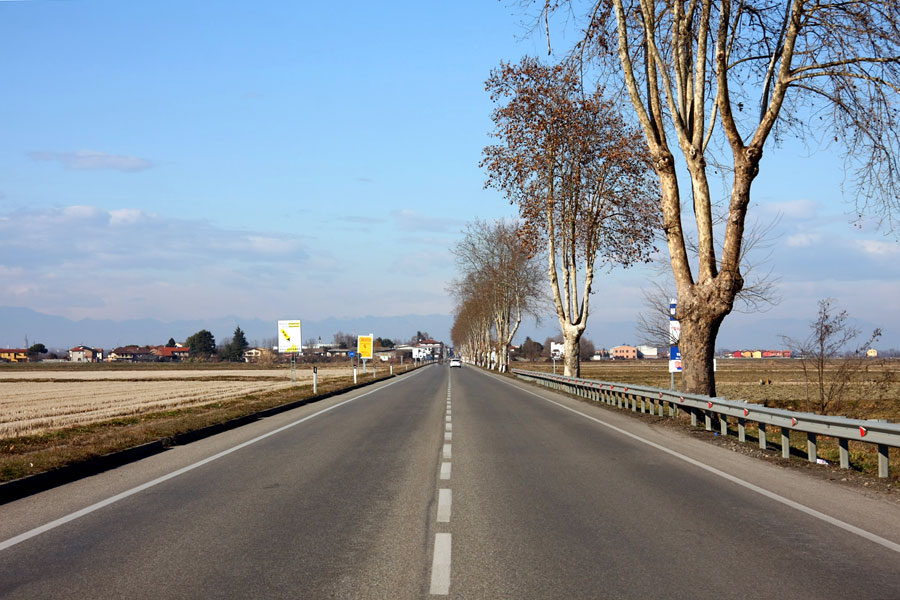
Il tratto tra Vespolate e Nibbiola

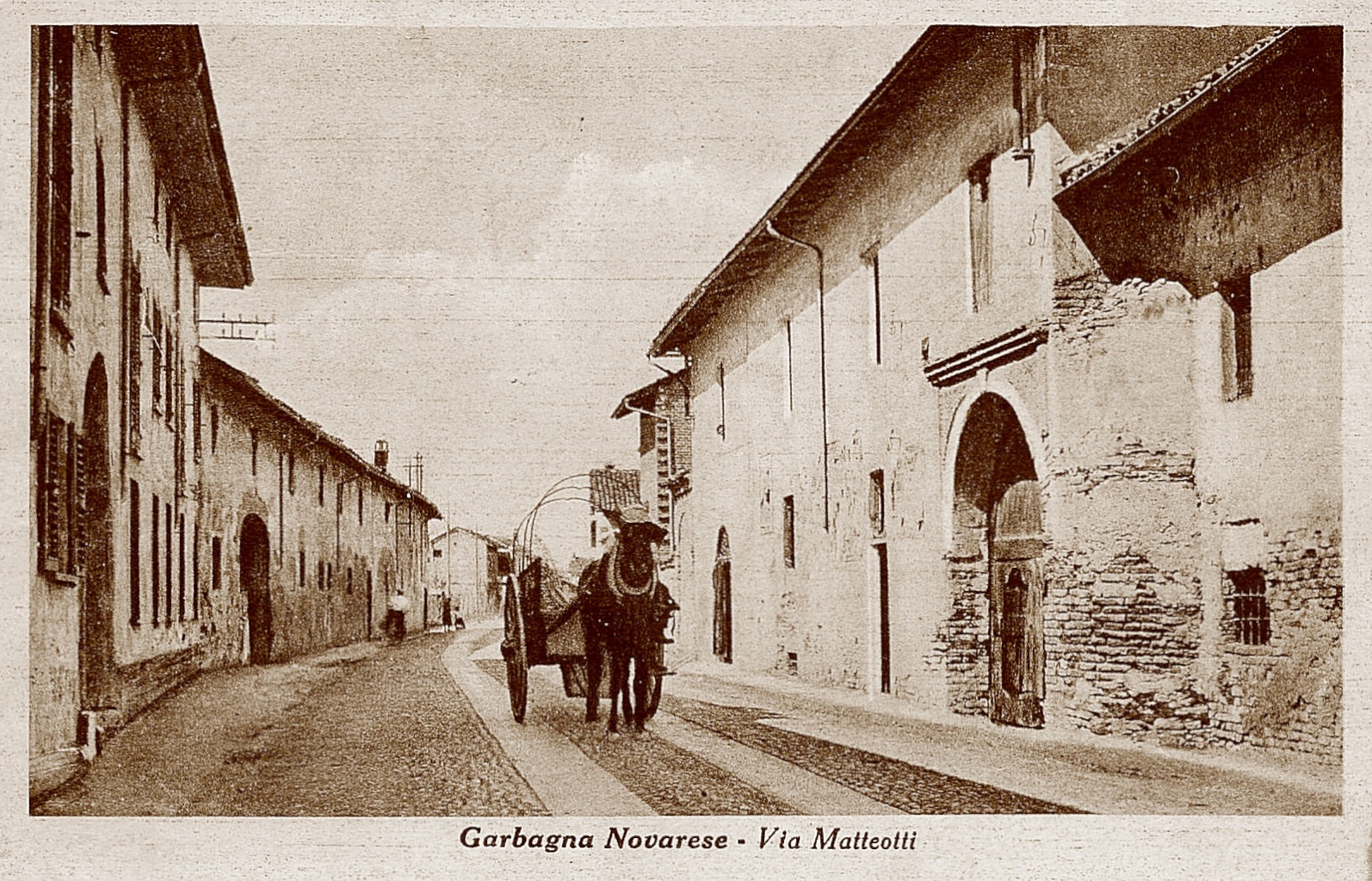
Il tratto attraverso Garbagna Novarese, un tempo in selciato

Inizia da una diramazione della SP35bis dei Giovi alle porte di Novi Ligure, nel comune di Pozzolo Formigaro, per poi allontanandosi verso nord-est passando per il centro logistico di Rivalta Scrivia, nel comune di Tortona, dirigendosi poi verso Sale, fino a giungere al Po nel territorio comunale di Isola Sant'Antonio; prosegue dunque a nord, in Lombardia, attraverso Pieve del Cairo, Lomello, San Giorgio di Lomellina, Cergnago e Mortara e, dopo Albonese, rientra in Piemonte.
Nel secondo tratto piemontese, attraversa i comuni di Borgolavezzaro, Vespolate, Nibbiola e Garbagna Novarese, per poi entrare in Novara e terminarvi in pieno centro, all'incrocio tra corso Cavour, corso Cavallotti e corso Italia.

## Storia
Le fonti sono contrastanti nel collocare temporalmente la realizzazione della strada. Lino Cassani propende per la prima metà del XVI secolo, mentre Ernesto Colli la reputa di epoca napoleonica (per certo il tratto fra Vespolate e Albonese). Lo stesso Colli, tuttavia, riporta un passo dei registri comunali di Garbagna Novarese del 1794 in cui è già nominata una strada regia che passa in mezzo al paese, precedente quindi all'arrivo di Napoleone in Italia. Nettamente contrario all'ipotesi napoleonica è Bruno Radice, che sostiene la strada esser stata commissionata dalla Regia Intendenza di acque e strade del Regno di Sardegna nel 1832. Questa tesi è però smentita dagli atti del governo sabaudo e dal Dizionario di Goffredo Casalis, che menzionano la strada provinciale già nel 1823 e 1824.
Dai primi anni 2000 si sono susseguiti vari lavori di adeguamento del tratto piemontese, che hanno visto l'allargamento della carreggiata dell'intero tratto Borgolavezzaro-Nibbiola.
A marzo 2020 sono iniziati i lavori di allargamento del tratto finale, tra il confine nord del comune di Garbagna e l'imbocco della tangenziale di Novara. La conclusione dei lavori è stata stimata per fine estate 2022, a fronte di una spesa di quasi tre milioni di euro.

## Gestione
Quale prima classificazione (nel 1867) è stata assegnata alle rispettive province, con la denominazione di "Provinciale Genova Svizzera", fino alla sua statalizzazione, avvenuta il 22 maggio del 1958.
In seguito al decreto legislativo n. 112 del 1998, dal 2001 la gestione del tratto piemontese è passata dall'ANAS alla Regione Piemonte, che ha provveduto all'immediato trasferimento del tratto Pozzolo Formigaro-confine con la Lombardia alla Provincia di Alessandria, e ha invece classificato il restante tratto (confine con la Lombardia-Novara) come strada regionale con la denominazione di strada regionale 211 della Lomellina (SR 211), le cui competenze sono passate all'ARES (Agenzia Regionale Strade). La gestione del tratto lombardo è invece passata alla Regione Lombardia, che ha provveduto all'immediato trasferimento delle competenze alla Provincia di Pavia. La nuova denominazione è divenuta quindi strada provinciale 211 della Lomellina (SP 211), nell'alessandrino, strada provinciale ex SS 211 della Lomellina (SP ex SS 211), in Lombardia.
A seguito poi del D.R. 9-5791 del 27 aprile 2007 della Regione Piemonte e la conseguente soppressione dell'ARES, dal 1º gennaio 2008 il tratto confine con la Lombardia-Novara è stato infine riclassificato come provinciale e trasferito al demanio della Provincia di Novara. Anche questo tratto ha quindi assunto la denominazione di strada provinciale 211 della Lomellina (SP 211).
Dal 2021 tutta la tratta è tornata sotto la gestione di ANAS.